# Kenny Wheeler
Pour les articles homonymes, voir Wheeler.

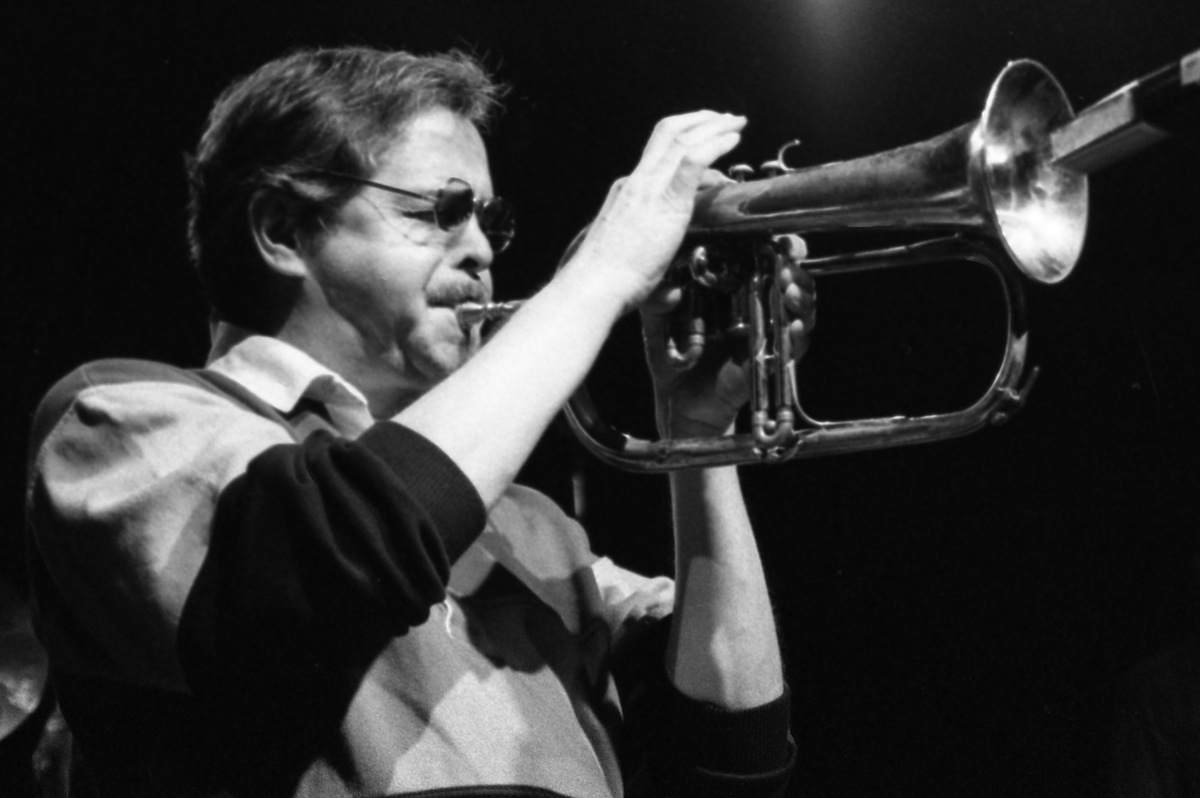
Kenny Wheeler sur scène avec lUnited Jazz + Rock Ensemble (1992).

Kenneth Vincent John Wheeler est un trompettiste, bugliste et compositeur canadien de jazz, né le 14 janvier 1930 à Toronto (Canada) et mort le 18 septembre 2014 à Londres. Il s'est installé en Grande-Bretagne depuis les années 1950.
La plus grande partie de son travail est ancré dans le jazz, mais il est aussi actif dans la musique improvisée, et même occasionnellement dans le rock. Très respecté parmi les musiciens pour la beauté du son et l'étendue de son registre à la trompette et au bugle, Wheeler a composé plus d'une centaine de pièces pour petits et larges ensembles. Ses compositions mêlent mélodies lyriques et de fréquents changement harmoniques caractéristiques.
Kenny Wheeler a enregistré une vingtaine d'albums en leader, et a collaboré avec Paul Gonsalves, Dave Holland, John Taylor et Norma Winstone (dans le groupe Azimuth), Anthony Braxton, Lee Konitz, Keith Jarrett, Theo Jörgensmann, Steve Coleman, Jan Garbarek, le Spontaneous Music Ensemble...

## Discographie
- Windmill Tilter, 1968
- Humming Bird, 1970 (avec Paul Gonsalves)
- Song For Someone, 1973
- Gnu High, 1975 (avec Keith Jarrett, Dave Holland et Jack DeJohnette)
- 1976, 1976
- Deer Wan, 1978 (avec Jan Garbarek, John Abercrombie, Dave Holland et Jack DeJohnette)
- Around 6, 1980
- Double, Double You, 1984
- Flutter By, Butterfly, 1988
- Music For Large & Small Ensembles, 1990
- The Widow In The Window, 1990
- Kayak, 1992
- Blue Camel (avec Rabih Abou-Khalil), 1992
- Touché (avec Paul Bley), 1996
- All The More, 1997
- Angel Song, 1997
- Live at the Montreal Bistro (avec Sonny Greenwich), 1998
- Siren's Song, 1998
- A Long Time Ago, 1999
- One More Time (avec Norma Winstone et UMO Jazz Orchestra), 2000
- Moon (avec John Taylor), 2001
- G. Meets K. (avec OLH Acoustic), 2002 (Yolk)
- Ordesa (avec Stan Sulzmann et John Parricelli), 2002
- Dream Sequence, 2003
- Island (avec Bob Brookmeyer), 2003
- Where Do We Go From Here (avec John Taylor), 2005
- What Now?, 2005
- It Takes Two!, 2006